# Carcharias taurus
Carcharias taurus је рушљориба из реда Lamniformes и фамилије Odontaspididae.

## Угроженост
Ова врста се сматра рањивом у погледу угрожености врсте од изумирања.

## Распрострањење
Ареал врсте Carcharias taurus обухвата океане уз рубна подручја континената. 
Врста је присутна у Аустралији, Бразилу, Аргентини, Мексику, Јапану, Индији, Новом Зеланду, Нигеру, Нигерији, Камеруну, Јужноафричкој Републици, Мадагаскару, Бермудским острвима, Бахамским острвима, Зеленортским острвима, Гани, Сенегалу, Сједињеним Америчким Државама, Шпанији, Италији, Грчкој, Турској, Саудијској Арабији, Египту, Либији, Судану, Алжиру, Мароку, Босни и Херцеговини, Француској, Албанији, Црној Гори, Хрватској, Грузији, Еритреји, Гвинеји, Гвинеји Бисао, Либерији, Сијера Леонеу, Тунису, Уругвају, Либану, Сирији и Јемену.

## Станиште
Врста је присутна у морима.

## Начин живота
Ова врста је ововивипарна. Женка обично доноси на свет 2 младунца сваке 2 године.